# Seznam osobností vyznamenaných 28. října 2021

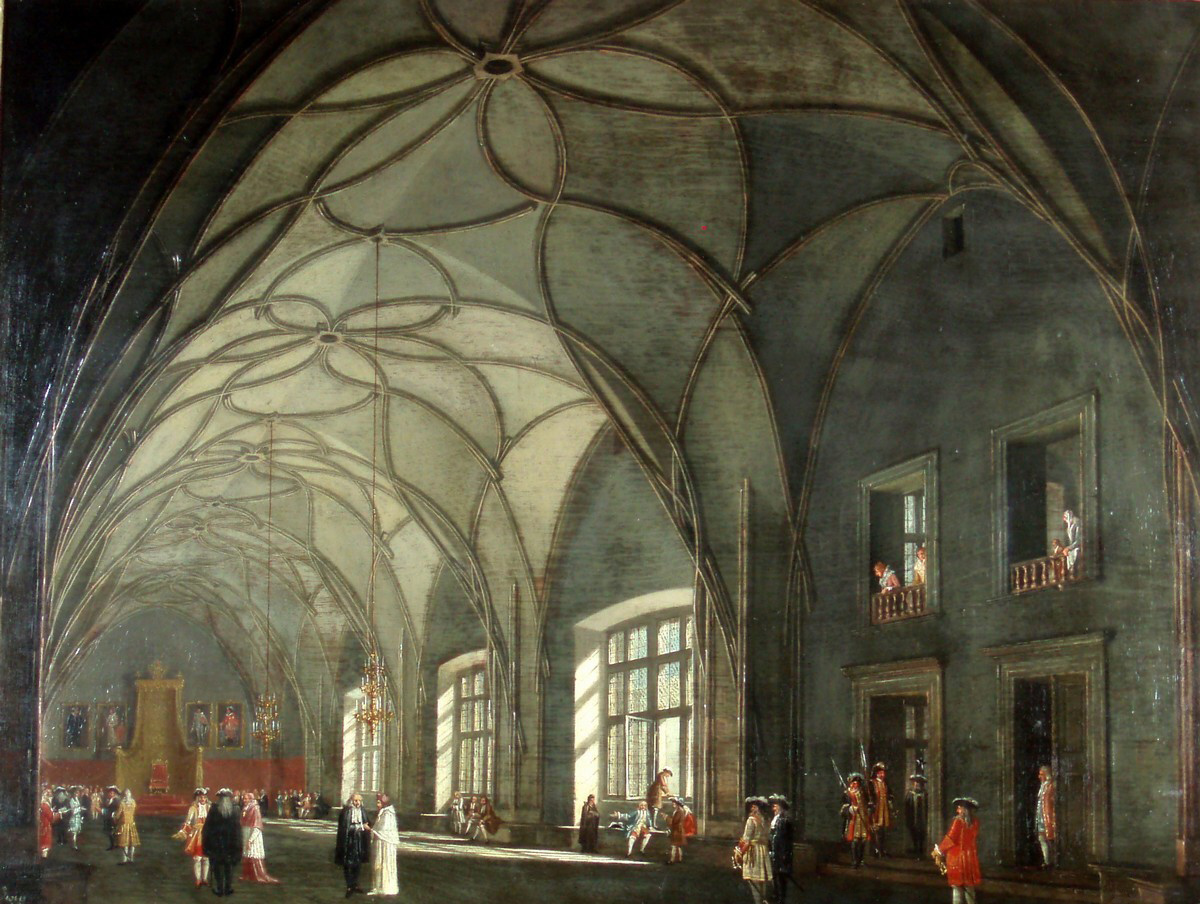
Historická podoba Vladislavského sálu Pražského hradu, nynějšího místa udílení státních vyznamenání

Toto je seznam osobností, které vyznamenal prezident České republiky Miloš Zeman státními vyznamenáními při státním svátku 28. října 2021. Celkem bylo vyznamenáno 28 osobností, o 9 méně než předchozí rok. Slavnostní udílení vyznamenání ve Vladislavském sále Pražského hradu se uskutečnilo s odkladem až 7. března 2022 při příležitosti narozenin Tomáše Garrigua Masaryka.

## Návrhy
Návrh na udělení státního vyznamenání může prezidentovi podat občan, skupina občanů či organizace. Ze zákona své návrhy předkládá také Poslanecká sněmovna, Senát a vláda. Prezident však k návrhům nemusí přihlížet a může vyznamenat také bez návrhu; udělení státních vyznamenání však podléhá kontrasignaci předsedou vlády.

### Senát
Dne 22. července 2021 schválil organizační výbor Senátu seznam 15 osobností navržených senátorům a senátorkám k doporučení prezidentovi. Na udělení řádu Bílého lva bylo navrženo 4 osob, na udělení řádu T. G. Masaryka 1 osoba, na udělení medaile Za hrdinství 2 osoby a na udělení medaile Za zásluhy 8 osob. Mezi nimi byl generálmajor Alexander Hess, velitel 310. československé stíhací perutě Royal Air Force ve Velké Británii a Karel Lukas, účastník v odbojové skupině Obrana národa a bojů v severní Africe. Dále také britský politik a diplomat Alfred Duff Cooper,  který rezignoval na svou funkci na protest proti podpisu mnichovské dohody a organizátorka československého a mezinárodního ženského hnutí Františka Plamínková, která byla popravena během heydrichiády. Mimo jiné také prvorepublikový sociálnědemokratický poslanec Robert Klein, člen Nuselské policejní odbojové skupiny Silvestr Kmínek, bývalý velitel československého praporu mírových sil OSN v misi UNPROFOR na území bývalé Jugoslávie Karel Blahna, válečný veterán, manažer a filantrop Jan Horal a zakladatelka libereckého dětského sboru Severáček Jiřina Uherková.

### Poslanecká sněmovna
Poslanecká sněmovna 2. června 2021 schválila seznam 34 navržených osobností prezidentovi k vyznamenání. Na řád Bílého lva navrhla celkem 5 osob, 1 osobu na řádu T. G. M., 4 osoby na Medaili Za hrdinství a 21 osob na Medaili Za zásluhy. Mezi navrženými byli například Vladimír Remek, Jan Horal, Jan Sokol, František Pecháček, Karel Raška, Pavla Břínková, Karel Pacner, Jan Slabák a další.

## Ceremoniál
Slavnostní udílení vyznamenání ve Vladislavském sále Pražského hradu v tradiční termín 28. října bylo z důvodu hospitalizace prezidenta Zemana přesunuto na oslavy Dne obnovy samostatného českého státu 1. ledna 2022. Z důvodu koronavirové pandemie bylo však v prosinci 2021 i toto plánované udílení odloženo na nespecifikovaný termín.
V lednu 2022 mluvčí Hradu potvrdil, že předání má proběhnout 7. března 2022 při příležitosti narozenin Tomáše Garrigua Masaryka. Když krátce předtím, 24. února, začala ruská invaze na Ukrajinu, Kancelář prezidenta republiky zrušila recepci, obvykle následující po ceremoniálu, samotné předávání vyznamenání ve Vladislavském sále však zachovala. Z ní se ovšem omluvila řada politiků včetně předsedy a místopředsedy Senátu Miloše Vystrčila a Jiřího Růžičky či předsedkyně a místopředsedy Poslanecké sněmovny Markéty Pekarové Adamové a Jana Bartoška, jiní místopředsedové Karel Havlíček a Jana Mračková Vildumetzová naopak pozvání přijali, stejně jako předseda vlády Petr Fiala.
Vzhledem k tomu, že ceremoniál spojil ročník 2021 s ročníkem 2020, kdy na předání vyznamenání nedošlo z důvodu pandemie covidu-19, bylo k předání připraveno celkem 66 státních vyznamenání.

## Seznam vyznamenaných

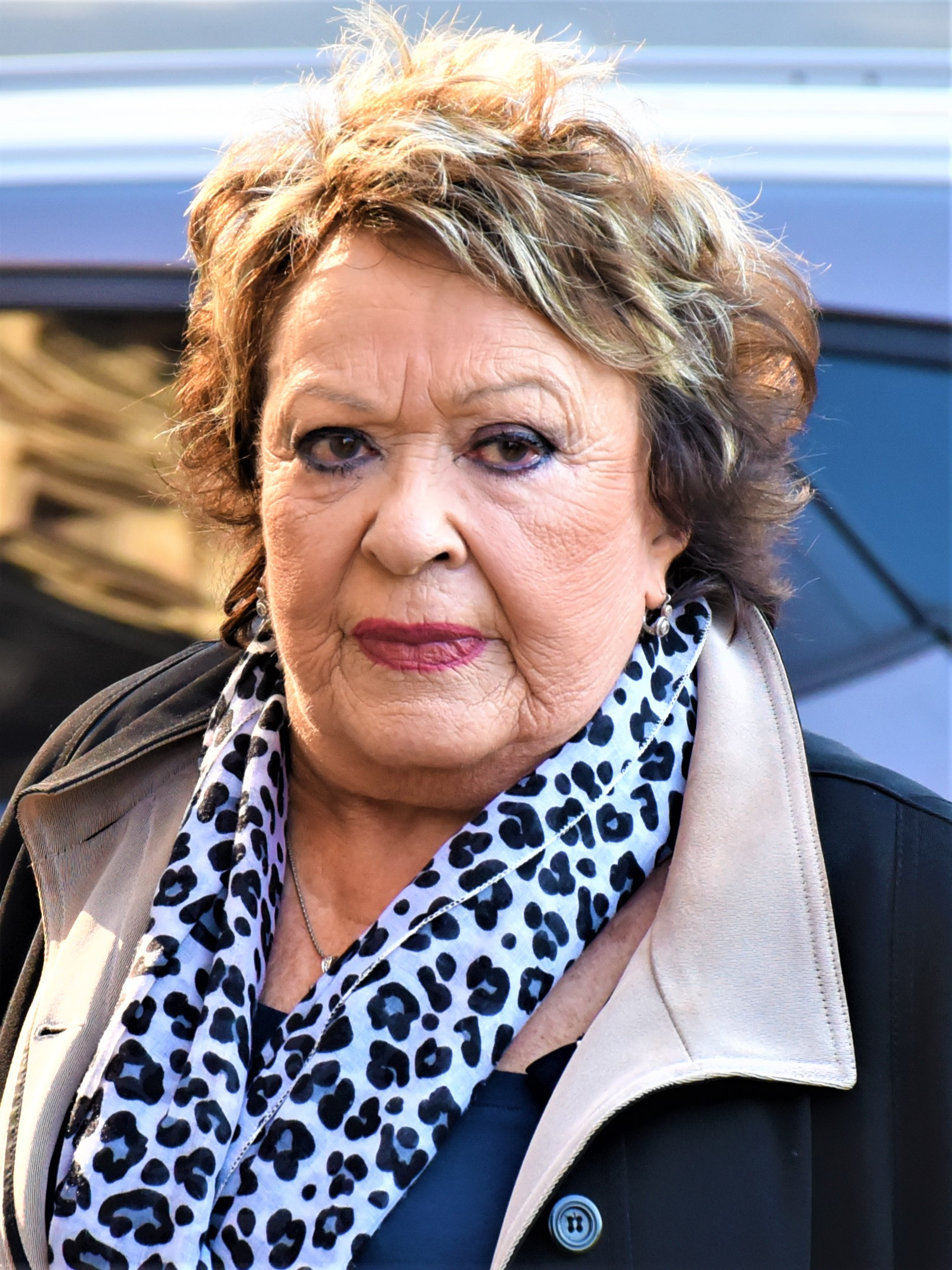
Jiřina Bohdalová

Prezident Zeman vyznamenal 28 osobností, o 9 méně než předchozí rok. Z nich deset vyznamenal in memoriam:

### Řád Bílého lva vojenské skupiny I. třídy

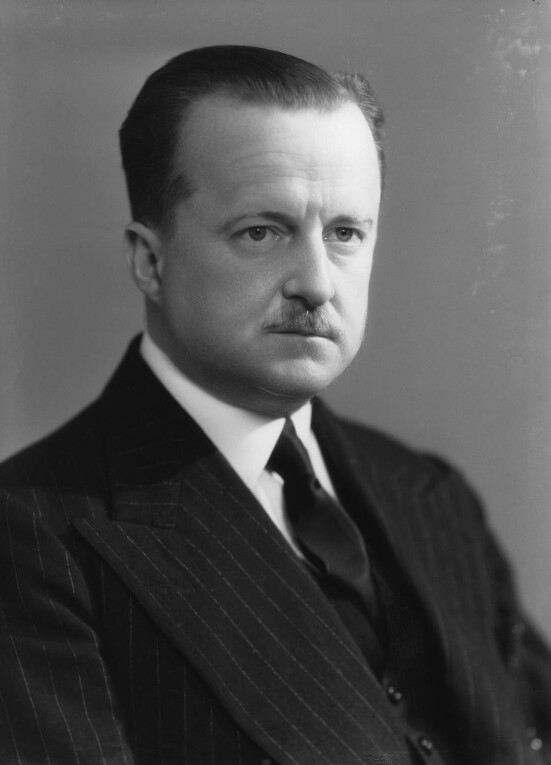
Alfred Duff Cooper

- generálmajor Alexander Hess, in memoriam, vojenský pilot a válečný stíhač RAF

### Řád Bílého lva občanské skupiny I. třídy
- Jiřina Bohdalová, herečka

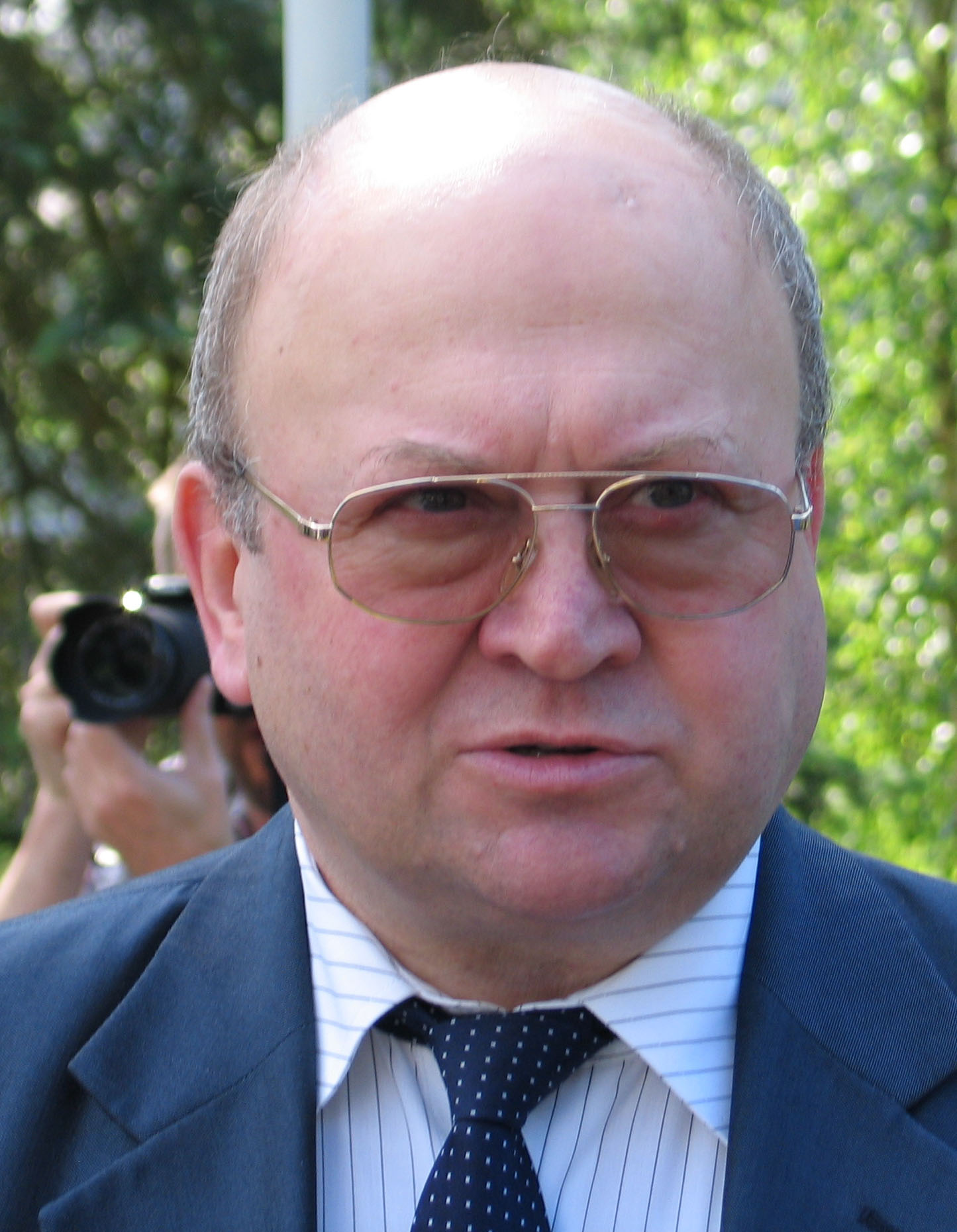
Vladimír Remek

- Alfred Duff Cooper, in memoriam, britský politik, diplomat a spisovatel
- Petr Kellner, in memoriam, podnikatel
- Vladimír Remek, kosmonaut

### Řád Tomáše G. Masaryka I. třídy
- Karel Raška, in memoriam, lékař, epidemiolog a zakladatel moderní československé epidemiologie

### Medaile Za hrdinství
- Jiří Baloun, velvyslanec ČR v Afghánistánu
- kapitán Zdeněk Poul, velitel jednotky vojenské policie přidělené k ochraně velvyslanectví ČR v Afghánistánu
- štábní praporčík Michaela Tichá, in memoriam, vojákyně

### Medaile Za zásluhy I. stupně
- Gevorg Avetisjan, podnikatel
- brigádní generál Karel Blahna, bývalý velitel praporu rychlého nasazení mírových sil OSN
- Miroslav Černošek, sportovní podnikatel, manažer a funkcionář
- František Filip, in memoriam, filmový a televizní režisér
- Pavel Foltán, právník, spisovatel a novinář
- Karel Hanzl, starosta Školského spolku Komenský
- Jan Horal, in memoriam, válečný veterán, podnikatel, hoteliér, iniciátor kulturního života a filantrop[17]
- Robert Klein, in memoriam, odborář a politik
- Vladimír Komárek, in memoriam, malíř, grafik a ilustrátor
- Václav Krása, politik
- Lukáš Krpálek, judista
- Robert Kvaček, historik
- generál Milan Maxim, bývalý náčelník Generálního štábu Ozbrojených sil SR
- Michal Mejstřík, in memoriam, ekonom a profesor Univerzity Karlovy
- Miloš Michlovský, odborník v oboru vinařství, vinohradnictví a šlechtění révy vinné
- Emil Šneberg, účastník bojů Pražského povstání na konci II. světové války a stíhací letec
- Vojtěch Šustek, archivář a historik
- Karel Vágner, hudební producent a skladatel
- Pavel Žák, textař a hudebník

## Kontroverze

### Jan Cimický
V původně zveřejněném seznamu pro Medaili Za zásluhy I. stupně figuroval také psychiatr a spisovatel Jan Cimický. Po jeho veřejných obviněních ze sexuálního napadení a obtěžování pacientek Kancelář prezidenta republiky zprvu uvedla, že to na záměru udělit mu vyznamenání nic nemění, sám Cimický se však záhy rozhodl vyznamenání nepřevzít.

### Lukáš Krpálek
Judista a olympionik Lukáš Krpálek, který měl převzít Medaili Za zásluhy I. stupně, nakonec krátce před uskutečnění ceremoniálu 7. března 2022 oznámil, že vzhledem k zahájení ruské invaze na Ukrajinu mu připadá nevhodné, aby se slavnostního aktu zúčastnil.